# Sistars
Sistars – polski zespół muzyczny wykonujący muzykę z pogranicza gatunków, takich jak R&B, blue eyed soul, hip-hop, funk i rock, założony w 2001 w Warszawie w składzie: Paulina i Natalia Przybysz (śpiew), Marek Piotrowski (instrumenty klawiszowe), Bartek Królik (gitara basowa, śpiew) i Marcin Ułanowski (perkusja).
Pierwszy album zespołu, pt. Siła sióstr, ukazał się w 2003 pod szyldem hip-hopowej oficyny Wielkie Joł. Płyta dotarła do pierwszego miejsca zestawienia OLiS. Ogólnopolską popularność zyskały pochodzące z płyty piosenki „Synu” i „Spadaj”. Formacja otrzymała także liczne nagrody i wyróżnienia w tym dwa Fryderyki w kategoriach Nowa twarz fonografii i Album roku – hip-hop.
W 2004 ukazał się jedyny minialbum formacji pt. EP. Na płycie znalazła się piosenka „Sutra”, która stała się ogólnopolskim przebojem. Singiel został wyróżniony Fryderykiem za produkcję muzyczną roku i dotarł do pierwszego miejsca Szczecińskiej Listy Przebojów, drugiego miejsca Listy Przebojów Programu Trzeciego Polskiego Radia i siódmego miejsca oficjalnej listy przebojów Airplay Chart. Jesienią 2005 do sprzedaży trafił drugi album studyjny składu pt. A.E.I.O.U., który dotarł do pierwszego miejsca listy OLiS i zdobył certyfikat złotej płyty za wysoką sprzedaż w Polsce. Popularnością cieszyły się pochodzące z albumu piosenki: „Inspirations”, „My Music”, „Na dwa” i „Skąd ja cię mam”.
Członkowie zespołu na początku 2007 poinformowali o zawieszeniu działalności Sistars. Siostry Przybysz kontynuują działalność artystyczną w ramach solowych projektów, a Bartek Królik i Marek Piotrowski skupili się na występach w zespole Łąki Łan. W 2011 grupa reaktywowała się na jednorazowy koncert w ramach Orange Warsaw Festival, a w następnym roku wznowiła działalność. W 2013 do rozgłośni radiowych trafiła pierwsza po reaktywacji zespołu piosenka – „Ziemia”, a niedługo później – w wyniku nieporozumień – formacja została ponownie rozwiązana, a siostry Przybysz w jej miejsce utworzyły zespół Archeo Sisters.

## Muzycy
| Ostatni skład zespołu - Natalia Przybysz – śpiew - Paulina Przybysz – śpiew - Bartek Królik – śpiew, gitara, gitara basowa, wiolonczela - Marek Piotrowski – instrumenty klawiszowe, programowanie - Przemysław Maciołek – gitara - Piotr Pacak – sample, chórki, instrumenty perkusyjne - Maciej Mąka – gitara - Grzegorz Dziamka – perkusja | Byli członkowie zespołu - Robert Luty – perkusja - Marcin Ułanowski – perkusja |

## Dyskografia
| 2003                           | Siła sióstr - Data: 15 września 2003 - Wydawca: Wielkie Joł             | 1  | - 30 tys.+ |               |
| 2004                           | EP - Data: 21 czerwca 2004 - Wydawca: Warner Music Poland               | 20 |            |               |
| 2005                           | A.E.I.O.U. - Data: 26 września 2005 - Wydawca: Warner Music Poland      | 1  | - 20 tys.+ | - złota płyta |
| 2007                           | The Best of Sistars - Data: 2 lipca 2007 - Wydawca: Warner Music Poland | 6  |            |               |
| „–” pozycja nie była notowana. |                                                                         |    |            |               |

| Rok  | Wykonawca/Album                                                                | Utwór                                                                       | Źródło |
| ---- | ------------------------------------------------------------------------------ | --------------------------------------------------------------------------- | ------ |
| 2003 | Tede – 3h hajs, hajs, hajs - Data: 31 stycznia 2003 - Wydawca: Wielkie Joł     | - „Zeszyt rymów” (gościnnie: Sistars)                                       | [ 16 ] |
| 2004 | Numer Raz – Muzyka, bloki, skręty - Data: 3 lutego 2004 - Wydawca: Wielkie Joł | - „Chwila” (gościnnie: Sistars) - „Ja i Ty (Kochanie)” (gościnnie: Sistars) | [ 17 ] |

| 2004                           | „Sutra”        | 2  | 1 | EP         |
| 2005                           | „Inspirations” | 16 | 2 | A.E.I.O.U. |
| „–” pozycja nie była notowana. |                |    |   |            |

| 2003                           | Tede – „Zeszyt rymów” gościnnie: Sistars | –  | 42 | –  | –  | 3h hajs, hajs, hajs   |
| 2003                           | „Spadaj”                                 | –  | 57 | –  | –  | Siła sióstr           |
| 2003                           | „Synu”                                   | –  | 30 | –  | –  | Siła sióstr           |
| 2004                           | „Freedom”                                | –  | 2  | –  | –  | EP                    |
| 2004                           | Numer Raz – „Chwila” gościnnie: Sistars  | –  | 14 | –  | –  | Muzyka, bloki, skręty |
| 2005                           | „My Music”                               | 20 | 8  | –  | –  | A.E.I.O.U.            |
| 2005                           | „Na dwa”                                 | 23 | 9  | –  | –  | A.E.I.O.U.            |
| 2006                           | „Skąd ja cię mam”                        | 46 | 19 | –  | –  | A.E.I.O.U.            |
| 2006                           | „Listen to Your Heart”                   | –  | –  | –  | –  | A.E.I.O.U.            |
| 2007                           | „Boogie Man”                             | –  | –  | –  | –  | The Best of Sistars   |
| 2013                           | „Ziemia”                                 | 49 | –  | 25 | 28 | –                     |
| „–” pozycja nie była notowana. |                                          |    |    |    |    |                       |

## Teledyski
| Rok  | Tytuł                                    | Reżyseria        | Album                 | Źródło |
| ---- | ---------------------------------------- | ---------------- | --------------------- | ------ |
| 2003 | Tede – „Zeszyt rymów” gościnnie: Sistars | Kuba Łubniewski  | 3h hajs, hajs, hajs   | [ 24 ] |
| 2003 | „Spadaj”                                 | –                | Siła sióstr           | [ 25 ] |
| 2003 | „Synu”                                   | –                | Siła sióstr           | [ 26 ] |
| 2004 | „Freedom”                                | Joanna Rechnio   | EP                    | [ 27 ] |
| 2004 | „Sutra”                                  | Anna Maliszewska | EP                    | [ 27 ] |
| 2004 | Numer Raz – „Chwila” gościnnie: Sistars  | Joanna Rechnio   | Muzyka, bloki, skręty | [ 28 ] |
| 2005 | „My Music”                               | –                | A.E.I.O.U.            | [ 29 ] |
| 2005 | „Na dwa”                                 | –                | A.E.I.O.U.            | [ 30 ] |
| 2005 | „Inspirations”                           | Patrycja Woj     | A.E.I.O.U.            | [ 31 ] |
| 2006 | „Skąd ja cię mam”                        | Kuba Łubniewski  | A.E.I.O.U.            | [ 32 ] |
| 2006 | „Listen to Your Heart”                   | –                | A.E.I.O.U.            | [ 33 ] |

## Nagrody i wyróżnienia
| Rok  | Nagroda                                             | Kategoria | Uwagi |
| ---- | --------------------------------------------------- | --- | ----- |
| 2004 | Fryderyk, 2003                                      | Album roku – hip-hop (Siła sióstr)                                                                                         | Laur  |
| 2004 | Fryderyk, 2003                                      | Nowa Twarz Fonografii | Laur  |
| 2004 | Ślizger                                             | Debiut roku 2003 | Laur  |
| 2004 | Mikrofon Popcornu                                   | Debiut roku | Laur  |
| 2004 | Eska Music Award, 2003                              | Debiut roku | Laur  |
| 2004 | XLI Krajowy Festiwal Piosenki Polskiej w Opolu      | Grand Prix (nagroda dyrektorów regionalnych oddziałów TVP)                                                                 | Laur  |
| 2004 | XLI Krajowy Festiwal Piosenki Polskiej w Opolu      | Nagroda publiczności | Laur  |
| 2004 | XLI Krajowy Festiwal Piosenki Polskiej w Opolu      | Nagroda dziennikarzy i fotoreporterów                                                                                      | Laur  |
| 2004 | Superjedynka                                        | Debiut roku | Laur  |
| 2004 | TOPtrendy 2004                                      | Nagroda główna na Festiwalu                                                                                                | Laur  |
| 2004 | Róża Gali                                           | Piękny debiut 2004 | Laur  |
| 2004 | Trendy Elle                                         | – | Laur  |
| 2004 | MTV Europe Music Award                              | Best Polish Act | Laur  |
| 2004 | Nagroda fundacji Johnny Walker – Keep Walking Award | – | Laur  |
| 2005 | Fryderyk, 2004                                      | Grupa roku | Laur  |
| 2005 | Fryderyk, 2004                                      | Produkcja muzyczna roku – „Sutra” (Bartek Królik (produkcja muzyczna), Marek Piotrowski (produkcja muzyczna i realizacja)) | Laur  |
| 2005 | Fryderyk, 2004                                      | Teledysk roku (Sutra – reż. Anna Maliszewska)                                                                              | Laur  |
| 2005 | As Empiku                                           | Płyta Roku R’n’B/Hip-Hop (EP)                                                                                              | Laur  |
| 2005 | Eska Music Award 2005                               | Zespół roku | Laur  |
| 2005 | MTV Europe Music Award                              | Best Polish Act | Laur  |
| 2006 | Fryderyk 2005                                       | Album roku – hip-hop/R&B (A.E.I.O.U.)                                                                                      | Laur  |